# Bosman sztabowy
Bosman sztabowy (bsm. szt.) – wojskowy stopień podoficerski w polskiej Marynarce Wojennej, odpowiadający sierżantowi sztabowemu w Wojskach Lądowych i Siłach Powietrznych.

## Geneza
Bosman jest najstarszym podoficerskim tytułem stosowanym na okrętach. Z języka angielskiego boat swain (skrótowiec bosun) oznaczał kierującego pracą na łodzi. W Polsce termin bosman pojawił się w XVI wieku. Podobnie jak w innych marynarkach wojennych dotyczył osoby, która wykonywała rozkazy kapitana lub oficera i zajmowała się utrzymaniem porządku, konserwacją urządzeń, stawianiem żagli oraz wykonywaniem pozostałych prac pokładowych na okręcie. Z czasem, podobnie jak i inne tytuły bosman przekształcił się w stopień wojskowy.

## Użycie
Stopień bosmana sztabowego w Wojsku Polskim wprowadzono w 1967 roku. Został umiejscowiony w hierarchii pomiędzy starszym bosmanem, a starszym bosmanem sztabowym. Od momentu utworzenia jest odpowiednikiem sierżanta sztabowego. Stopień wojskowy bosmana sztabowego jest tymczasowo utrzymany, z przeznaczeniem do likwidacji. W związku z tym nie jest zaszeregowany dla którejkolwiek grupy uposażenia, ani nie jest określony w kodzie NATO.
W Siłach Zbrojnych PRL należał do grupy podoficerów starszych. Stopień ten występuje nadal jako stopień służbowy w Straży Granicznej w przypadku funkcjonariuszy używających umundurowania Marynarki Wojennej RP.